# Kvasovîțea, Lokaci
Kvasovîțea (în ucraineană Квасовиця) este un sat în comuna Zaturți din raionul Lokaci, regiunea Volînia, Ucraina.

## Demografie
Componența lingvistică a localității Kvasovîțea
     Ucraineană (100%)
Conform recensământului din 2001, toată populația localității Kvasovîțea era vorbitoare de ucraineană (100%).